# 전남지방노동위원회
전남지방노동위원회(全南地方勞動委員會, Jeonnam National Labor Relations Commission)는 노동관계에서 발생하는 노사간의 이익 및 권리분쟁을 신속하고 공정하게 조정·판정하여 산업평화 정착에 기여하기 위해 설립된 대한민국 고용노동부 중앙노동위원회 소속기관으로 전남지방노동위원회 위원장은 고위공무원 가급(1급 상당)의, 상임위원은 고위공무원 나급(2~3급 상당)의 별정직공무원으로 보한다. 광주광역시 북구 첨단과기로 208번길 43(정부광주지방합동청사 저층부 7층)에 위치하고 있다.

## 성격
- 근로자위원, 사용자위원, 공익위원 3자로 구성된 합의제 행정관청
- 노사간의 이익 및 권리분쟁에 대한 조정과 판정을 주업무로 하는 독립성을 지닌 준사법적 기관

## 구성
- 근로자위원·사용자위원 10~50인, 공익위원 10~70인(대한민국 노동위원회법 제6조제2항)
- 각급 노동위원회별 위원정원은 노동위원회법시행령(제3조 및 별표 2)으로 규정

### 위원의 위촉
- 근로자위원은 노동조합이 추천한 자 중에서 위촉하고, 사용자위원은 사용자단체가 추천한 자 중에서 위촉하되, 중앙노동위원회의 경우에는 고용노동부장관의 제청으로 대통령이, 지방노동위원회의 경우에는 지방노동위원회위원장의 제청으로 중앙노동위원회위원장이 각각 위촉
- 공익위원은 당해 노동위원회위원장·노동조합·사용자단체가 각각 추천한 자 중에서 노동조합과 사용자단체가 순차적으로 배제하고 남은 자를 위촉대상 공익위원으로 하고, 그 위촉 대상 공익위원 중에서 중앙노동위원회의 공익위원은 고용노동부장관의 제청으로 대통령이, 지방노동위원회의 공익위원은 지방노동위원회위원장의 제청으로 중앙노동위원회위원장이 각각 위촉

#### 임 기
- 3년(연임가능)

#### 위원장
- 중앙노동위원회위원장은 고용노동부장관의 제청으로 대통령이 임명하고,지방노동위원회위원장은 중앙노동위원회위원장의 추천과 고용노동부장관의 제청으로 대통령이 임명

#### 상임위원
- 공익위원 자격을 가진 자 중에서 중앙노동위원회위원장의 추천과 고용노동부장관의 제청으로 대통령이 임명

## 조직
- 사무국
  - 조정과
  - 심판과

## 같이 보기
- 고용노동부
- 중앙노동위원회
- 경제사회발전노사정위원회